# HD 39194
HD 39194 es una estrella en la constelación austral de Mensa de magnitud aparente +8,07.
En 2011 se descubrieron tres planetas extrasolares en órbita alrededor de esta estrella.
HD 39194 es una enana naranja de tipo espectral K0V que se encuentra a 84 años luz del sistema solar.
Más fría que el Sol, tiene una temperatura superficial de 5205 ± 23 K y brilla con una luminosidad equivalente al 36% de la luminosidad solar.
Se estima que su radio corresponde al 81% del radio solar, girando sobre sí misma con una velocidad de rotación proyectada —límite inferior de la misma— de 2 km/s.
Tiene una masa igual a 0,59 masas solares y no presenta actividad cromosférica.
HD 39194 presenta un contenido metálico claramente inferior al del Sol.
Aunque dependiendo de la fuente consultada su índice de metalicidad [Fe/H] varía entre -0,41 y -0,61, su abundancia relativa de hierro podría ser sólo una cuarta parte de la del Sol.

## Sistema planetario
Los tres planetas que orbitan en torno a HD 39194 han sido descubiertos con el espectrómetro HARPS instalado en el telescopio de 3,6 metros de ESO en el Observatorio de La Silla, Chile.
Todos ellos son «supertierras», con masas comprendidas entre 3,7 y 5,9 veces la masa de la Tierra.
Se encuentran muy cerca de la estrella —entre 0,05 y 0,17 UA— y, consecuentemente, los períodos orbitales son muy cortos, entre 5,6 y 33,9 días.
| Acompañante (En orden desde la estrella) | Masa (MJ)          | Período orbital (días) | Semieje mayor (UA) | Excentricidad |
| ---------------------------------------- | ------------------ | ---------------------- | ------------------ | ------------- |
| HD 39194 b                               | > 0,0117 ± 0,001   | 5,6363 ± 0,0008        | 0,0519 ± 0,0008    | 0,2 ± 0,1     |
| HD 39194 c                               | > 0,0187 ± 0,00148 | 14,025 ± 0,0051        | 0,0954 ± 0,0016    | 0,11 ± 0,006} |
| HD 39194 d                               | > 0,0162 ± 0,0026  | 33,941 ± 0,0353        | 0,172 ± 0,0029     | 0,2 ± 0,16    |